# Marcello Dudovich
Marcello Dudovich, né le 21 mars 1878 à Trieste (Empire austro-hongrois) et mort le 31 mars 1962 à Milan, est un peintre, illustrateur et affichiste italien.

## Biographie
Avec Leonetto Cappiello, Adolfo Hohenstein, Giovanni Mataloni et Leopoldo Metlicovitz, il est l'un des affichistes italiens les plus importants du début du XXe siècle, proche du courant Stile Liberty (Art nouveau).
Il entre en 1897 chez l'éditeur de partitions musicales Casa Ricordi, à Milan, puis part à Bologne chez l'éditeur Edmondo Chapuis. En 1899, il exécute sa première affiche, Fissa l'idea. En 1900, son travail se voit décerner la Médaille d'or durant l'Exposition universelle de Paris. En 1905, il retourne chez Ricordi.
Durant plus de trente ans, il créa de nombreuses affiches : pour des boissons (le café Rajah, l'Ingham Marsala, la Mele Napoli), les chapeaux Borsalino, les magasins La Rinascente, mais aussi pour Pirelli, Martini & Rossi, Olivetti, Campari…
Il participe également à l'illustration d'ouvrages de littérature contemporaine.
Après 1945, Dudovich se concentre surtout sur son travail de peintre.
Une suite de gravure érotiques datant des années 1930 lui a été attribuée.